# جورج دوق كامبريدج

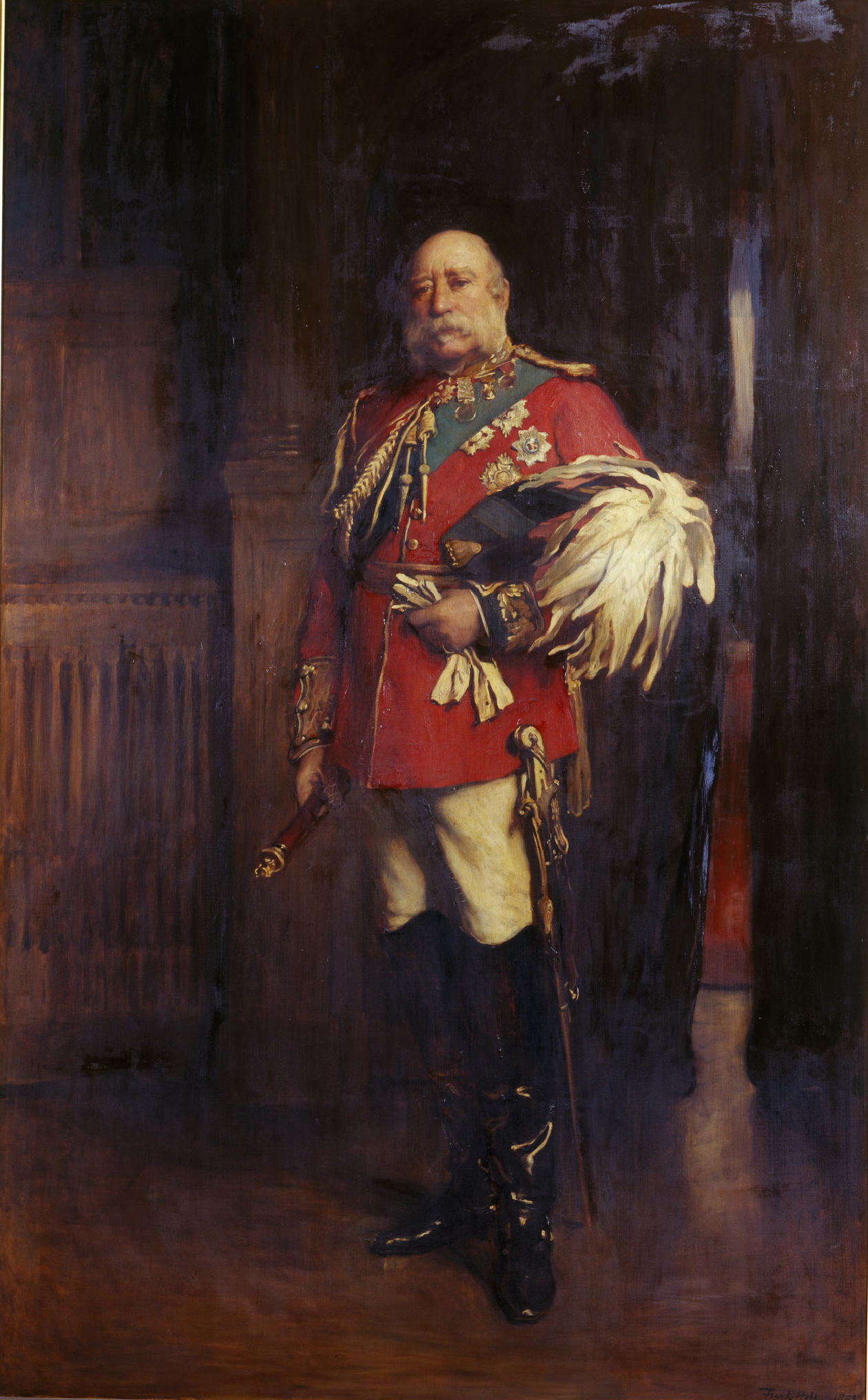
جورج دوق كامبريدج

الأمير جورج الدوق الثاني لكامبريدج (بالإنجليزية: Prince George, Duke of Cambridge)‏ (جورج وليم فريدريك تشارلز، 26 مارس 1819 - 17 مارس 1904) أحد أعضاء العائلة المالكة البريطانية وحفيد الملك جورج الثالث، ابن عم الملكة فيكتوريا، وخال الملكة ماري، حرم الملك جورج الخامس ملك المملكة المتحدة.

## عن حياته
ولد الأمير جورج في 26 مارس 1819، في كامبريدج البيت، هانوفر، ألمانيا أحد أعضاء العائلة المالكة البريطانية وحفيد الملك جورج الثالث، ابن عم الملكة فيكتوريا، وخال الملكة ماري، حرم الملك جورج الخامس ملك المملكة المتحدة.

## وفاته
توفي الأمير جورج في 17 مارس 1904 في بيت غلوستر ، بيكاديللي عن عمر يناهز 84 سنة.

## روابط خارجية
- جورج دوق كامبريدج على موقع الموسوعة البريطانية (الإنجليزية)